# 미저리 (영화)
《미저리》(Misery)는 1990년 공개된 미국의 심리 스릴러 영화로, 스티븐 킹의 동명의 소설을 영화화한 것이다. 주연의 캐시 베이츠가 아카데미 여우주연상을 수상했다.

## 줄거리
소설가 폴 셸던은 역사 로맨스 소설 '미저리' 시리즈로 어마어마한 명성을 얻었지만, 미저리 시리즈를 관두고 다른 작품을 쓰고 싶어 했다. 그래서 주인공 미저리가 죽는 결말로 시리즈 마지막 권을 써낸다. 이후 단골 호텔에서 신작 원고를 써서 들고 가던 중에, 콜로라도 실버크리크 부근에서 엄청난 눈보라를 만나 그만 운전 중에 차가 전복되고 만다. 폴은 인근에 사는 간호사 애니 윌크스에게 구출된다.
폴은 의식을 회복하지만, 두 다리와 팔 한 쪽은 한동안 쓰지 못하게 되었다. 애니는 눈보라 때문에 병원에 데려가지는 못한다면서 폴을 극진하게 간호해준다. 애니는 폴의 소설 미저리 시리즈의 열렬한 팬임을 자처한다. 신작 원고를 읽어보아도 되겠냐는 그녀의 물음에 폴은 흔쾌히 허락한다. 그런데 애니는 원고가 자신의 기대와 다르다며 불만을 쏟아낸다. 다음날, 미저리 마지막 권을 사서 읽은 애니는 미저리가 죽는 결말에 분노하며 히스테리컬한 난동을 부린다. 그러고는 폴을 방 안에 가두어 버린다. 아침이 되자 애니는 폴에게 신작 원고를 불태우게 하고, 대신 미저리 시리즈의 후속권을 쓰도록 강요한다. 생명의 위협을 느낀 폴이 억지로 내용을 써내자, 애니는 개연성을 지적하며 처음부터 다시 쓰게 한다.
이제 폴은 충실하게 책을 쓰는 척하면서 애니에게서 벗어날 계획을 세운다. 첫 번째로 그는 애니가 주는 진통제를 조금씩 모아 수면제를 만든 뒤, 애니와 저녁 식사 도중에 와인에 수면제를 탄다. 하지만 애니가 실수로 잔을 쏟으면서 계획은 수포가 된다. 두 번째로, 폴은 머리핀을 이용해 문을 따고 나가 부엌에서 식칼을 몰래 숨겨 온다. 이 과정에서 폴은 애니의 스크랩북을 보게 되고, 그녀가 간호사로 일하면서 수많은 아기들의 죽음에 연루된 것을 알게 된다. 이후 폴의 계획은 애니가 모든 것을 눈치채면서 다시 한 번 무산된다. 애니는 폴이 더는 움직이지 못하게 두 다리를 망치로 후려쳐 부러뜨려 버린다.
한편 바깥에서는 폴이 실종된 것이 알려지며 대규모 수색이 이루어진 끝에, 조난당해 죽은 것으로 결론난다. 그러나 실버크리크 지역의 버스터 보안관은 그런 결론에 의문을 품고 혼자서 폴의 행방을 찾기 시작한다. 미저리 시리즈에서 어느 구절을 발견한 그는 그것이 애니 윌크스가 재판에서 한 말과 똑같음을 추리해낸다. 그리고 그녀가 마을에 들러 종이를 사다 나른 것도 알아낸다. 보안관은 애니의 집을 방문해 폴의 행방을 찾는다. 애니는 폴을 지하실에 숨기지만, 결국 보안관이 폴을 발견하자 산탄총으로 보안관의 가슴을 쏘아 죽인다. 이제 다 끝났다며 폴을 죽이고 자살하려는 애니에게, 폴은 새 소설의 결말이 머지 않았으니 '미저리를 부활시켜 달라'며 하루만 더 기다리라고 한다.
마지막 장의 탈고를 앞두고 폴은 애니에게 담배와 샴페인을 주문한다. 애니가 자리를 뜬 사이 폴은 지하실에서 챙긴 기름을 원고에 뿌리고, 애니가 돌아오자 원고를 불태우며 협박한다. 애니가 울부짖자 폴은 타자기로 애니를 내려찍고, 애니는 자살용 권총을 꺼내 폴의 어깨를 쏜다. 둘은 치열한 난투를 벌인다. 애니는 한 번 더 타자기에 머리를 박고도 죽지 않다가, 폴이 휘두른 돼지 석상에 얻어맞아 최후를 맞이한다.
18개월 후, 구출된 폴은 새 작품을 무사히 출간하고 비평가들의 호평을 얻는다. 편집자가 지난 감금 경험을 바탕으로 논픽션을 써보라고 하지만, 아직까지 정신적 후유증에 시달리는 폴은 요청을 거절한다. 그의 팬을 자처하는 가게 점원에게서 폴은 애니 윌크스의 환상을 본다.

## 출연
- 제임스 칸 - 폴 셸던
- 캐시 베이츠 - 애니 윌크스
- 리처드 판즈워스 - 버스터 보안관
- 프랜시스 스턴헤이건 - 버지니아
- 로런 버콜 - 마샤 신델
- 그레이엄 자비스 - 리비
- J. T. 월시 - 셔먼 더글러스

## 기타
- 공동제작: 제프리 스톳
- 공동제작: 스티브 니콜레디즈
- 미술: 노먼 가우드
- 의상: 글로리아 그레셤
- 배역: 제인 젠킨스
- 배역: 자넷 허쉔슨